# Лучинкин, Сергей Владимирович
Сергей Владимирович Лучинкин (род. 16 октября 1976, Дмитров, Московская область) — российский хоккеист, нападающий. Мастер спорта России.

## Биография
Начинал заниматься хоккеем в Дмитрове, участвовал в соревнованиях «Золотая шайба», в 8 лет был зачислен в детско-юношескую школу московского «Динамо». В сезоне 1991/92 дебютировал в «Динамо-2». С 8 октября 1994 года стал играть за «Динамо». На драфте НХЛ 1995 года был выбран в 8-м раунде под общим 202-м номером клубом «Даллас Старз». Играл за команды «Спартак» Москва (1997/98 — 2000/01), ХК ЦСКА (2001/02), ЦСКА (2002/03 — 2003/04), ХК МВД (2004/05 — 2005/06), «Нефтехимик» Нижнекамск (2005/06 — 2006/07), «Лада» Тольятти (2006/07), «Химик» Воскресенск (2007/08 — 2008/09), «Керамин» Минск (Белоруссия, 2009), «Молот-Прикамье» Пермь (2009/10, 2011/12), «Шахтёр» Солигорск (Белоруссия, 2010/11).
Обладатель Кубка МХЛ 1996. Финалист Евролиги 1997.
Серебряный призёр чемпионата Европы среди юниорских команд 1994. Бронзовый призёр молодёжного чемпионата мира 1996. Бронзовый призёр хоккейного турнира зимней Универсиады 1995.
После окончания спортивной карьеры получил экономическое образование, поступил в военно-технический университет Министерства обороны России, стал работать в нём преподавателем на кафедре физического воспитания. Тема диссертационной работы «Экофильное экологическое сознание как парадигма развития общества». Находился на государственной гражданской службе.
Советник главы Дмитровского района. Создал из спортсменов возрастной категории 40+ любительскую команду, которая выступала на чемпионате мира в Риге и Олимпийских играх в Канаде. Занимался развитием команд Ночной хоккейной лиги.
С августа 2022 года — спортивный директор спортшколы № 11 Липецка.